# Francisco Pacheco

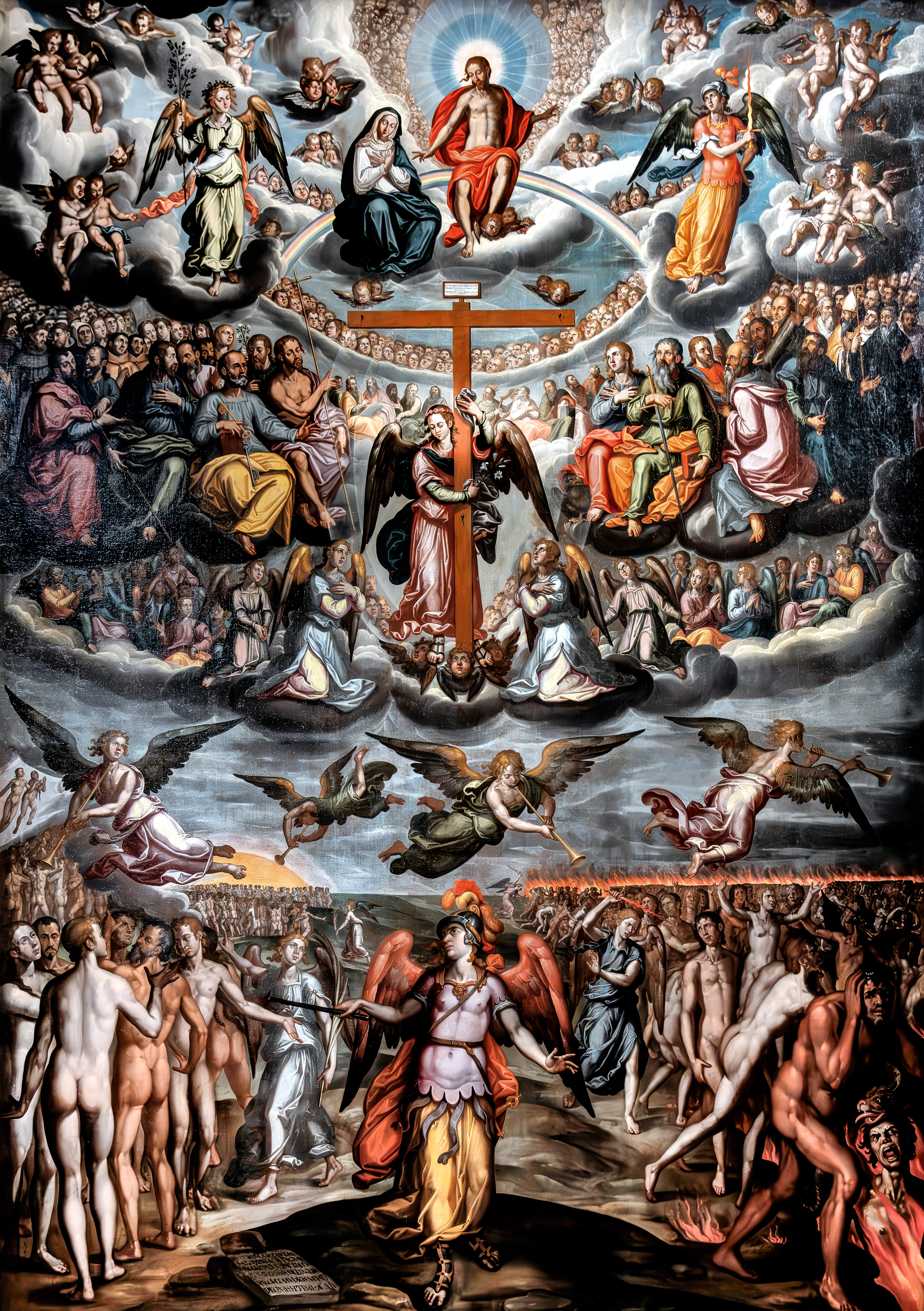
Pintura Lo Judici Final, obra de Francisco Pacheco.

Francisco Pacheco (Sanlúcar de Barrameda, 3 de novembre de 1564 - Sevilla, 27 de novembre de 1644) fou un pintor i retratista d'art, la seva obra es caracteritza pel seu manierisme de tall acadèmic, seguint les formes dels grans mestres, per l'estatisme de les figures i el marcat dels plecs de les seves vestidures.
Atesa la seva dedicació a l'estudi, anàlisi i explicació de l'art, és molt important la seva influència en la iconografíia de l'època. És molt singular la seva pintura hagiográfica, principalment els seus frescs de la Casa de Pilatos (Sevilla), realitzats en 1603, de contingut mitológic. Com historiador d'art, no solament les seves obres són fonamentals en dades, tant de tendències, escoles i artistes, si no també per l'explicació puntual de tècniques pictòriques, especialment per les normes sobre la policromia d'escultures. Igualment són de summe interès els retrats que va realitzar a llapis dels prohoms hispalenses, uns 160, que van passar per la seva tertúlia al llarg de 54 anys, el quadern dels quals es troba en el Museu Lázaro Galdiano, de Madrid. El Sant Ofici li va comissionar perquè vigilés l'ortodòxia de les pintures sagrades; va mantenir amistat amb El Greco i Carducho; se'l considera el mestre de Velázquez,(de qui també va ser-ne més tard, el seu sogre), al que va ajudar de forma notòria. Es va declarar admirador i seguidor d'Antonio da Correggio. Entre els seus textos destaca Art de la pintura (llibre) (1649), un dels millors tractats artístics del barroc espanyol.